# FC Prishtina
Der FC Prishtina (albanisch KF Prishtina, Klubi Futbollistik Prishtina) ist ein kosovarischer Fußballverein aus Prishtina. Der FC Prishtina spielt in der höchsten kosovarischen Fußballliga, der Albi Mall Superliga.

## Geschichte

### 1922–1926: Gründungszeit
Im Kosovo wird seit 1919, kurz nach dem Ende des Ersten Weltkrieges, Fußball gespielt. Viele Soldaten und Offiziere sowie Studenten, die an Universitäten in Frankreich, der Schweiz, Italien, Österreich, England, Rumänien, Ungarn und anderswo studierten, kehrten in ihre Heimatländer zurück. So brachte ein Student des Samerslen College Grenoble (Frankreich) 1919 den ersten Fußball in die kosovarische Hauptstadt. Dieses Geschenk hatte er von einem Arzt erhalten. Nach der Ankunft des ersten Fußballs kickten vor allem junge Sportler mit dem Ball. Es gab zu dem Zeitpunkt keine strikten Spielregeln und auch die Teilnahme an einem Wettbewerb ließ lange auf sich warten.
Zu dieser Zeit fanden nur Freundschaftsspiele statt. Als der erste Fußballverein des Kosovo, der FC Prishtina sich im Jahre 1922 unter dem Namen KF Kosova Prishtinë gründete, zählte die Stadt 16.000 Einwohner. Der Verein bestand lediglich aus Soldaten der sogenannten „Garnizonit të Prishtinës“. Eine weitere Mannschaft aus Pristina KF Bashkimi 1926, mit denen man im Jahre 1947 fusionierte, nahm in den späten Zwanzigerjahre an der regionalen Liga „Banovina e Shkupit“ teil, die zum Großteil aus Mannschaften Nordmazedoniens und Serbiens bestand.

### 1939–1945: FC Prishtina während des Zweiten Weltkrieges
Vor dem Zweiten Weltkrieg trat der FC Prishtina in der unteren jugoslawischen Spielklasse an. Während des Krieges nahmen die „Blau-Weißen“ an der Albanischen Kategoria Superiore teil. Im höchsten albanischen Spielsystem bestritt man im Jahre 1942 in der Nordgruppe drei Gruppenspiele gegen Vllaznia Shkodër, Prizreni und Peja. Gegen den späteren Vizemeister Vllaznia Shkodër verlor man mit 0:2. Gegen Prizreni mit 5:0 und gegen Peja teilte man sich ein 2:2. Es blieb die einzige panalbanische Meisterschaft, da nach dem Ende des Zweiten Weltkrieges der FC Prishtina sich dem jugoslawischen Spielsystem anschließen musste.

### 1947–1962: Nachkriegszeit – Namensänderung, Stadionbau und langsamer Aufstieg
Ab 1947 fusionierten mehrere Mannschaften aus der Stadt und dem Umkreis sich zu einer gemeinsamen Mannschaft. Aus KF Kosova und KF Bashkimi i Prishtinës wurde der jugoslawische FK Proleter Priština. Im gleichen Jahr schaffte die neugetaufte Mannschaft das Achtelfinale des jugoslawischen Fußballpokal, wo man gegen den späteren Sieger Partizan Belgrad mit 2:0 verlor. Ab der Saison 1948/49 wurde aus FK Proleter der Fußballverein FK Jedinstvo, ehe man sich 1951 wieder in KF Kosova in umbenennen konnte, nach Fusionen mit FK Bratstvo Priština und FK Železničar Kosovo Polje. Die Bauarbeiten des heutigen Fadil-Vokrri-Stadion, in denen der Verein noch heute spielt, begannen im Jahre 1951 und dauerten zwei Jahre an. Am 17. Mai 1953 eröffnete das Stadion und stand ab dem Zeitpunkt dem Verein zur Verfügung. Am 15. Juli 1956 kam es zur letzten Namensänderung und man benannte sich in KF/FC Prishtina um, gleichzeitig stieg man in die 2. jugoslawische Fußballliga auf, nach viel umkämpften Liga- und Relegationsspielen. Nach dem Abstieg in die dritte Spielklasse gelang es der Mannschaft 1961/62 erneut in die 2. Liga Jugoslawiens aufzusteigen. Im ersten Relegationsspiel am 27. Juli 1961 schlug man Sloga Kraljevo zu Hause mit 1:0. Im Rückspiel gelang den Fußballern ein 1:7-Auswärtserfolg und die Beförderung in die nächsthöhere Liga.

### 1970–1979: Ein Jahrzehnt mit vielen Auf und Abs
Unter dem Trainer Slavko Stanic erreichte Prishtina den zweiten Platz in der Liga und so hatte man erstmals die Möglichkeit, in die 1. jugoslawische Fußballliga 1972/73 aufzusteigen. Man unterlag jedoch der montenegrinischen Traditionsmannschaft Budućnost Podgorica in der Relegation nach einem 2:2 zu Hause und verlor man das Rückspiel mit 1:0. Und auch im Folgejahr wurde man am Ende der Saison Zweiter und erneut verlor man im Relegationsspiel diesmal gegen die kroatische Mannschaft NK Osijek. Nach mehreren Anläufen verschwand der Verein in die Bedeutungslosigkeit des jugoslawischen Fußballs. Die Mannschaft stieg mehrmals auf und ab und man stabilisierte sich nach 1979.

### 1979–1988: Die Goldene Generation – Große Spiele und Rekorde
Nach dem Wiederaufstieg in die zweite jugoslawische Spielklasse verfolgte der Verein 1978/79 eine neue Vereinspolitik. Das Augenmerk war auf junge, regionale Spieler aus dem Kosovo gelegt. So transferierte man spätere Berühmtheiten wie Fadil Muriqi vom KF Besa oder Fadil Vokrri vom FK Lab. Das Ziel war, mit albanischstämmigen Spielern in die erste Liga aufzusteigen.
Nach den Studentenbewegungen 1981 in Pristina änderte sich das Klima in Jugoslawien und im Verein. Man transferierte keine Spieler mehr aus Serbien. Mit dem aus Ungarn stammenden Trainer Bela Palfi gelang der Truppe der Aufstieg 1982/83 in die Erstklassigkeit. Die goldene Generation war geschaffen. Teilweise füllten 30.000 Zuschauer Fans das Stadion und das, obwohl das Fadil-Vokrri-Stadion für knapp 16.000 Zuschauer vorgesehen war. Trotz des kleinen Stadions stritt man sich in den folgenden Jahren regelmäßig mit Roter Stern Belgrad, wer die meisten Fans in das Stadion anlockte. Mit Siegen über die großen Vier Roter Stern Belgrad, Partizan Belgrad, Dinamo Zagreb und Hajduk Split verschaffte man sich große Beliebtheit. In der Saison 1983/84 nahm man am Mitropapokal teil und wurde Zweiter. In der gleichen Saison debütierten Fadil Vokrri und Zoran Batrović für die Jugoslawische Fußballnationalmannschaft. Nach fünf Saisons in der Elite Jugoslawiens und vermehrter politische Anspannungen im Land stieg man 1988 ab.

### 1991–1999: Politik, Gründung der kosovarischen Superliga und Krieg
Nachdem das Kosovo 1989 die Autonomie durch Slobodan Milošević entzogen bekommen hatte, absolvierte der Verein unter dem Trainer Ajet Shosholli die letzte Saison im jugoslawischen Spielbetrieb. Die Superliga wurde in der Saison 1991/92 gegründet und FC Prishtina wurde erster kosovarische Meister. Die Spiele fanden im Vorort Lukar statt, da die jugoslawische Regierung den Fußballern verbot, Spiele im Stadtstadion abzuhalten.
Die Saison 1997/98 war, wegen des Kosovokriegs, die vorerst letzte Spielzeit, an der der FC Prishtina am Spielbetrieb teilnahm.

### 1999–2008: Nachkriegsära, Isolation und Unabhängigkeit
Nach dem Ende des Krieges 1999 gelang es dem FC Prishtina zweimal hintereinander die Meisterschaft zu gewinnen. Seit dem 20. April 2006 ist der Verein eine Aktiengesellschaft.

## Namensänderungen und Fusionen
- 1922 Gründung als KF Kosova Prishtinë
- 1942 Umbenennung in KF Prishtina
- 1945 Fusion mit KF Bashkimi Prishtinë
- 1947 Umbenennung in FK Proleter Prishtinë
- 1949 Umbenennung in FK Jedistvo Prishtinë
- 1951 Fusion mit Bratsvo Prishtinë und Zhelezniçari Fushë Kosovë
- 1951 Umbenennung in KF Kosova Prishtinë
- 1956 Umbenennung in Prishtina

## Stadion
Der FC Prishtina trägt seine Heimspiele im Fadil-Vokrri-Stadion aus. Dieses ist nach dem Adem-Jashari-Stadion in Mitrovica das zweitgrößte Stadion im Kosovo.

## Europapokalbilanz
| Saison  | Wettbewerb                    | Runde                  | Gegner                | Gesamt          | Hin                   | Rück                  |
| ------- | ----------------------------- | ---------------------- | --------------------- | --------------- | --------------------- | --------------------- |
| 2017/18 | UEFA Europa League            | 1. Qualifikationsrunde | IFK Norrköping        | 0:6             | 0:5 (A)               | 0:1 (H)               |
| 2018/19 | UEFA Europa League            | Vorqualifikation       | Europa FC             | 6:1             | 1:1 (A)               | 5:0 (H)               |
| 2018/19 | UEFA Europa League            | 1. Qualifikationsrunde | CS Fola Esch          | 0:0 (4:5 i. E.) | 0:0 (A)               | 0:0 n. V. (H)         |
| 2019/20 | UEFA Europa League            | Vorqualifikation       | St Joseph’s FC        | 1:3             | 1:1 (H)               | 0:2 (A)               |
| 2020/21 | UEFA Europa League            | Vorqualifikation       | Lincoln Red Imps FC   | 1               | kampflos für Red Imps | kampflos für Red Imps |
| 2021/22 | UEFA Champions League         | Vorrunde, Halbfinale   | SS Folgore/Falciano   | 2:0             | 2:0 in Albanien (N)   | 2:0 in Albanien (N)   |
| 2021/22 | UEFA Champions League         | Vorrunde, Finale       | Inter Club d’Escaldes | 2:0             | 2:0 in Albanien (N)   | 2:0 in Albanien (N)   |
| 2021/22 | UEFA Champions League         | 1. Qualifikationsrunde | Ferencváros Budapest  | 1:6             | 0:3 (A)               | 1:3 (H)               |
| 2021/22 | UEFA Europa Conference League | 2. Qualifikationsrunde | Connah’s Quay Nomads  | 6:5             | 4:1 (H)               | 2:4 (A)               |
| 2021/22 | UEFA Europa Conference League | 3. Qualifikationsrunde | FK Bodø/Glimt         | 2:3             | 2:1 (H)               | 0:2 (A)               |
| 2025/26 | UEFA Europa League            | 1. Qualifikationsrunde | Sheriff Tiraspol      | 2:5             | 0:4 (A)               | 2:1 (H)               |
| 2025/26 | UEFA Conference League        | 2. Qualifikationsrunde | Larne FC              | 1:1 (4:5 i. E.) | 0:0 (A)               | 1:1 n. V. (H)         |

Gesamtbilanz: 20 Spiele, 6 Siege, 6 Unentschieden, 8 Niederlagen, 23:30 Tore (Tordifferenz −7)

## Trainer
- Miroslav Blažević (1985)
- Kujtim Shala (2005–2006)
- Wolfgang Jerat (2011–2012)
- Joachim Hopp (2012, Co-Trainer)
- Armend Dallku (2019–2020)
- Zekirija Ramadani (2020–2021)
- Abdulah Ibraković (2021–)

## Ehemalige bedeutende Spieler
| - Burim Hatapi (1963–1977) - Ejup Mehmeti-Kapiti (1974–1978) - Agim Cana (1975–1986) - Fadil Muriqi (1979–1989) - Fadil Vokrri (1980–1986) - Xhvedet Muriqi (1981–1989) - Zoran Batrović (1983–1987) - Kujtim Shala (1984–1989) - Adrian Kozniku (1988–1990) - Goran Đorović (1987–1991) | - Besnik Hasi (1992–1993) - Mehmet Dragusha (1996–1997) - Kristian Nushi (199?–1999) Jugend, - Armend Dallku (2003–2004; 2015–2019) - Debatik Curri (2003–2005; 2015–2018) |